# Overcingeltunnel
De Overcingeltunnel is een enkelbuizige tunnel voor het gemotoriseerde wegverkeer in het centrum van Assen. Boven op de tunnel ligt het stationsplein voor Station Assen. De tunnel heeft een lengte van 380 meter waarvan 170 meter overdekt. De bouw begon in 2016 en de tunnel opende twee jaar later, op 9 juni 2018. Het project maakt deel uit van de nieuwe Stadsboulevard en het nieuwe stationsgebied met een totale kostprijs van € 150 miljoen. Het verbeteren van deze gebieden is weer onderdeel is van het miljoenenproject Florijnas (€ 200 miljoen). Dit project is de gemeente Assen gestart om de provinciehoofdstad ook in de toekomst bereikbaar te houden. In 2020 moet dit gehele project afgerond zijn.
De Overcingeltunnel is aangelegd in twee fases. Met het noordelijk gedeelte vanaf de Roldertunnel werd gestart in april 2016. Een jaar later werd begonnen aan het zuidelijke gedeelte die op 1 december 2017 met het noordelijk gedeelte werd verbonden. Op de openingsdatum 9 juni 2018 was de tunnel gedurende twee uur geopend voor omwonenden, waar meer dan 1000 geïnteresseerden op af kwamen. Na een startschot van wethouder Harmke Vlieg waren de motorrijders van Stichting Custodes Septentrionum de eersten die door de tunnel reden. Daarna volgden de eerste automobilisten.